# آل لاوسون
آلفرد جیمز لاوسون جونیور (زاده ۲۳ سپتامبر 1948) یک تاجر و سیاستمدار آمریکایی است که از سال ۲۰۱۷ تا ۲۰۲۳ نماینده ایالات متحده برای منطقه پنجم کنگره فلوریدا بود. این ناحیه، که به دنبال تقسیم مجدد در طول جلسه قانونگذاری فلوریدا در سال ۲۰۲۲ حذف شد، در سراسر مرز با جورجیا، از جمله بیشتر مناطق سیاه‌پوست بین تالاهاسی و جکسونویل امتداد داشت.
لاوسون یک اسقفی است.